# (15589) 2000 GB80
A (15589) 2000 GB80 a Naprendszer kisbolygóövében található aszteroida. A LINEAR projekt keretében fedezték fel 2000. április 6-án.